# Запланина (локалитет)
Запланина је археолошки локалитет средњовековног рударског насеља и центра рударског рејона, које је било административно и верско седиште области која се пружало од Брзећа до Белог Брда на Копаонику.
Некад се овим именом називао читав крај на источним падинама Копаоника, непосредно испод Сувог рудишта. Данас се под Запланином подразумева изворна челенка Ђерекарске реке, између Војетина и Бећировца.
Стари рудокопи су се налазили на висинама преко 1.200 м.н.в. (местимично и преко 1.700 м.н.в.), а топионице на 1.000—1.700 м.н.в. У целом рудоносном рејону рекогносцирано је око 2.000 старих рударских рупа и 45 троскишта, што није коначан број и не показује стварни обим рударских радова у овом крају. Због изразито стрмих терена, за рудом се из дубодолина ишло поткопима, а из ових бочним галеријама. Присуство оваквих радова на површини је готово неприметно, иако се под земљом налазе прави лавиринти од ходника и окана. Насеље је лежало под Војетином (1.558 м.н.в.) старим и савременим рудником олова, на саставу потока који силазе са Бећировца и Војетина, где се познају рушевине кућа, остаци куле, гробље, црквина и остаци водовода са земљаним цевима, глеђосаним изнутра.
Први помен Запланине потиче из 1400. године. У дубровачкој архивској грађи чешће се спомиње у другој половини треће деценије 15. века. Велике несреће у овом руднику забележене су и код наших путописаца. Крај Запланине је пролазио пут који је спајао долине Ибра и Топлице. Прва забелешка о његовој траси потиче од Корнелија Дулпиција Шепера, који је њоме прошао 1533. године.
Након турских освајања Запланина је припала Крушевачком санџаку и постала седиште кадилука: Као рударски центар била је део царског хаса. Посебан рударски закон добила је у време султана Мехмеда II Освајача. Нови закон о рудницима издао је 1536. године султан Сулејман Законодавац. О наставку експлоатације руда сведоче и турске пописне књиге. Рудници у рејону Запланине су 1516. године давали султану приход од 399.150 акчи. Износ ових прихода је две деценије касније знатно умањен те је Запланина заједно са Планом давала 82.484 акчи. Исти износ је забележен и 1570. године. Главни узрок опадања рударске производње била је угрожена безбедност пословања, због чега је крајем 16. века формирани мартолски одред од 63 особе, на челу са Јовом, Јановим сином. Рударење је настављено и током 17. века, када руднике Запланине бележи и Хаџи-Калфа у свом географском опису Балканског полуострва.
Према попису из 1516. године, Запланина је имала 29 муслиманских кућа, 211 хришћанских и 10 удовичких. Поред пописаног, њено становништво је сигурно чинио и известан број домаћинстава са повлашћеним статусом, који није уписиван у тимарске дефтере. Срби хришћани су били најбројније становништво, подељено у седам махала. Тада су забележене и махала Арбанаса са 5 кућа, махала Дубровчана са 14 кућа и један џемат Цигана. У наредном периоду, број становника опада, те је седамдесетих година забележено 14 мускиманских и 57 хришћанских кућа.
О Запланини као важном рударско-административном и верском центру сведоче бројни археометалуршки и археолошки локалитети. По читавом простору разасути су трагови средњовековног рударења: свртњеви, раскопи, окна, троскишта, металуршки објекти. На локалитету Јела очувани су темељни остаци цркве и орнаментисани надгробни споменици; на локалитету Црквине остаци цркве се сагледавају у конфигурацији терена и надгробним белезима. Откривена је локација са темељним остацима енглеских објеката (20. век), грађевина нејасне намене на десној обали Запланинске реке, наспрам улаза у поткоп. Трагови старог рударења простиру се по читавој Запланини.